# Air Force One

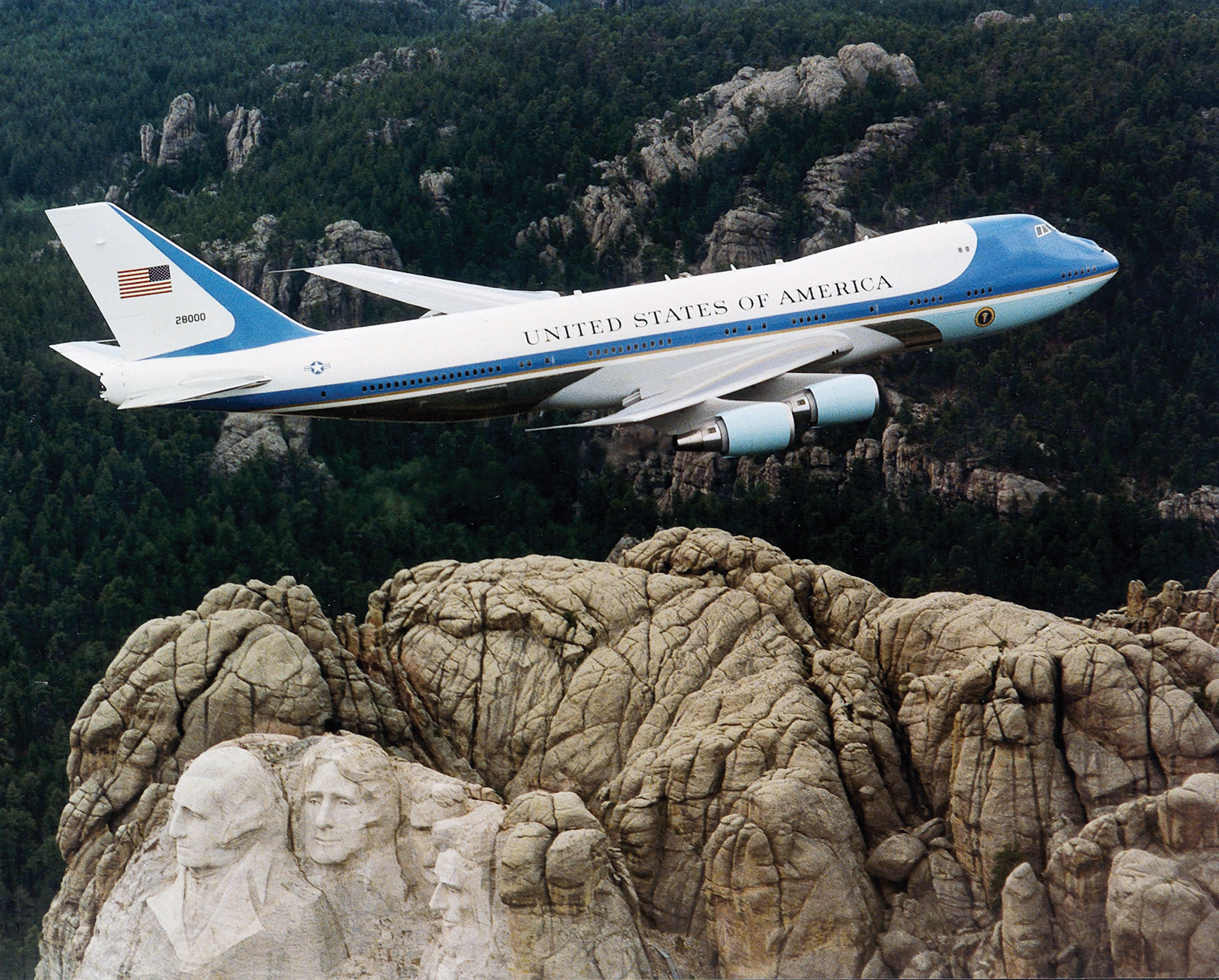
En Boeing 747 VC-25A tillhörande USAF ovanför Mount Rushmore

Air Force One ("Flygvapen Ett") är namnet, eller anropssignalen, på vilket flygplan som helst i det amerikanska flygvapnet som vid tillfället flyger USA:s president. I dagsläget finns det två mycket modifierade Boeing 747 som i folkmun kallas för Air Force One. Dessa plan innehåller allt som ett presidenthögkvarter kan förväntas innehålla. De ska även kunna motstå den elektromagnetiska puls som bildas i samband med en kärnvapenexplosion. Andrews Air Force Base utanför Washington, D.C. är Air Force Ones hembas. För kortare resor finns även mindre flygplansmodeller för presidenten att välja bland. Vid transatlantiska resor används vanligen båda dessa Boeing 747 VC-25. Vilket plan som då egentligen är Air Force One är det mycket få som vet. Vid president Barack Obamas landning på Kastrup 2 oktober 2009 ankom dock bara ett av dem (det märkt 29000). Flygplanen är snart 30 år gamla.
Det flygplan som USA:s vicepresident flyger med har anropssignalen Air Force Two ("Flygvapen Två").

## Presidentiell transport

### Boeing 314
Det första flygplanet som användes för presidentresor var en så kallad flygbåt. Det användes för att transportera dåvarande presidenten Franklin D. Roosevelt till Casablancakonferensen i januari 1943. Det beslutades i och med hotet från tyska ubåtar att det var säkrare att flyga än att åka båt.

### B-24 Liberator
Det första planet som officiellt fick namnet Air Force One som togs i bruk var en B-24 Liberator bombplan som byggdes om 1944. Det fick smeknamnet Guess Where Two (ordlek på "Gissa Varthän"). Det beslutades dock efter två olyckor med liknande plan att byta modell.

### Douglas C-54 Skymaster
För att president Roosevelt lättare skulle kunna röra sig i planet byggde man om en C-54 Skymaster så den blev handikappanpassad med bland annat en hiss. Planet byggdes med syftet att presidenten skulle kunna övernatta i planet och dessutom styra landet från denna position. Därför fanns sovrum och radiotelefon på planet. Detta plan fick smeknamnet Sacred Cow.

### Douglas C-118 Liftmaster
När vicepresidenten Harry S. Truman vid Roosevelts död 1945 blev president bytte han ut flygplanet mot en C-118 Liftmaster och döpte det Independence, möjligen som referens till sin födelseort, Independence i Missouri. Detta var det första presidentiella lufttransporten med specifik exteriör i form av en örn målad på nosen.

### Air Force One
En incident 1953 där dåvarande presidenten Dwight D. Eisenhowers plan och ett annat plan med samma flightnummer (Air Force 8610) delade luftrum gav upphov till det unika namnet Air Force One - ett namn som därmed var fastslaget som tillägnat presidentens plan.

### Lockheed C-121 Constellation
Eisenhower bytte sedan ut planen mot Lockheed Constellations döpta Columbine II och Columbine III efter hemmastaten Colorados delstatsblomma. Eisenhower moderniserade Air Force One genom att låta installera en telefon och teleprinter.

### Boeing 707
Mot slutet av Eisenhowers tid som president införde han det första jetplanet som Air Force One. Han gjorde en goodwillresa kallad "Flight to Peace" mellan den 3 och 22 december 1959 där han under denna tid besökte 11 asiatiska länder och avverkade 35 000 km. De byttes 1962 mot en modifierad (bland annat extra tankar) Boeing 707 som var i tjänst till 1998 och en likadan som var i tjänst 1972-2001.
Ett av flygplanen (SAM 26000) finns utställt på National Museum of the United States Air Force vid Wright-Patterson Air Force Base utanför Dayton, Ohio, det andra (SAM 27000) står på Ronald Reagan Presidential Library and Museum i Simi Valley, Kalifornien.

### Boeing 747 VC-25A
Två ombyggda 747-200B med beteckningen VC-25A levererades under president George H.W. Bush år 1990 (märkt 28000) resp 1991 (märkt 29000). Det är oftast ett av dessa plan som avses när man pratar om Air Force One.

### National Airborne Operations Center
Hette tidigare National Emergency Airborne Command Post (NECAP).
NAOC, en Boeing E-4, är en flygande ledningscentral för USA:s högsta ledning. Används i huvudsak endast av USA:s försvarsminister.